# Jalori
|  | Aquest article tracta sobre la serralada de Jalori a Himachal Pradesh. Si cerqueu la ciutat al Rajasthan, vegeu «Jalore». |

Jalori o Sriket és una serralada muntanyosa al districte de Kangra a Himachal Pradesh, una e les petites serres de la gran cadena dels Himalaies. Queda separada dels Himalaies Exteriors o serralada de Dhaola Dhar per una gorga del riu Beas (Bias) i forma la divisió entre els afluents d'aquest riu i el Sutlej. Els passos principals són el Jalori (3.404 msnm) que duu a Simla, i el Basleo (3.373 msnm), que porta a Rampur.